# Wadih Saadeh
 (juillet 2017).
Wadih Saadeh - Nom de la naissance: Wadih Amine STEPHAN - est un poète et journaliste libanais né en 1948. Il a travaillé dans le domaine de journalisme à Beyrouth, Londres, Paris et Nicosie, avant de voyager, en 1988, à Sydney où il continue dans le même domaine.
En 2011 Wadih Saadeh reçoit le prix Max-Jacob.

## Biographie
Né en 1948 à Chabtîn, dans le Nord du Liban, Wadih Saadeh a travaillé comme journaliste à Beyrouth, Londres, Nicosie et Paris avant de s'installer à Sydney, en Australie. Il a déjà publié douze recueils de poèmes qui l'ont placé parmi les poètes arabes contemporains les plus originaux. Son œuvre a été traduite dans plusieurs langues européennes.

## Œuvres
Il a publié douze livres de poésie, dont quelques-uns ont été traduits en français (Le Texte de l'absence et autres poèmes, Actes Sud, Arles, France, 2010, qui a reçu le Prix Max-Jacob en 2011), en anglais, en allemand, en italien et en espagnol.
Il a participé à plusieurs festivals de poésie.